# Sparianthis
Sparianthis is een geslacht van spinnen uit de  familie van de Sparassidae (jachtkrabspinnen).

## Soorten
- Sparianthis amazonica Simon, 1880
- Sparianthis barroana (Chamberlin, 1925)
- Sparianthis granadensis (Keyserling, 1880)